# Фруктова вулиця (Київ)
Фрукто́ва ву́лиця — вулиця в Подільському та Шевченківському районах міста Києва, місцевості Шполянка, Куренівка. Пролягає від Шполянської вулиці до вулиці Оксани Мешко. 
Прилучаються Рясний провулок.

## Історія
Початковий відрізок вулиці виник у 10-х роках XX століття під сучасною назвою (від великої кількості фруктових садів, тут насаджених). Заключний відрізок прокладено і забудовано у середині XX століття.